# When Angels & Serpents Dance
When Angels & Serpents Dance – siódmy album studyjny amerykańskiej grupy numetalowej P.O.D., wydany 8 kwietnia 2008 roku. 

## Lista utworów
1. "Addicted" - 3:32
2. "Shine With Me" - 3:32
3. "Condescending" - 4:02
4. "It Can't Rain Everyday" - 4:42
5. "Kaliforn-Eye-A" (gośc. Mike Muir z Suicidal Tendencies) - 4:29
6. "I'll Be Ready" (gośc. Cedella & Sharon Marley) - 4:43
7. "End Of The World" - 4:34
8. "This Ain't No Ordinary Love Song" - 3:43
9. "God Forbid" (gośc. Page Hamilton z grupy Helmet) - 3:55
10. "Roman Empire" - 2:42
11. "When Angels & Serpents Dance" - 3:16
12. "Tell Me Why" - 3:19
13. "Rise Against" - 4:52
14. "Don't Fake It" (utwór bonusowy iTunes) - 3:17

## Single
- 2008 Addicted
- 2008 Shine With Me

## Teledyski
- 2008 When Angels & Serpents Dance (nieoficjalny)
- 2008 Addicted

## Twórcy
- Wuv Bernardo - perkusja
- Sonny Sandoval - śpiew
- Traa Daniels - gitara basowa
- Marcos Curiel – gitara